# Micrandra lopezii
Micrandra lopezii är en törelväxtart som beskrevs av Richard Evans Schultes. Micrandra lopezii ingår i släktet Micrandra och familjen törelväxter. Inga underarter finns listade i Catalogue of Life.